# Julieta de Godoy Ladeira
Julieta de Godoy Ladeira (São Paulo, 1927 –1997) foi uma escritora brasileira.

## Carreira
Estreou na literatura em 1962, com um livro de contos que recebeu o prémio Jabuti. Publicou também romances, ensaios e antologias.

## Vida pessoal
Foi casada com o também escritor Osman Lins.